# 가와시마정 (기후현)
가와시마정(일본어: 川島町)은 ]]일본]] 기후현 하시마군에 설치되었던 정이다. 2004년 11월 1일에 가카미가하라시에 편입되어 가가미하라시 가와시마○○초가 되었다.

## 역사
- 1889년 7월 1일 - 5개 촌이 합병해 가와시마촌이 성립하였다. 촌사무소는 조합사무소를 그대로 이용.
- 2004년 11월 1일 - 가카미가하라시에 편입되었다.

## 경제
예로부터 섬유 산업이 번성. 예전에는 양잠업, 어업 외에 강의 돌(특히 둥근 돌)을 배를 이용해 주워 파는 산업도 있었다.

## 교통

### 도로
- 도카이호쿠리쿠 자동차도

## 참고 문헌
- 角川日本地名大辞典編纂委員会,『角川日本地名大辞典 21 岐阜県』1980, 角川書店